# Kaikosru I
Kaikosru I (en árabe y en persa: غياث الدين كيخسرو بن قلج ارسلان, Ghīyāth al-Dīn Kaykhusraw bin Qilij Arslān; en turco: I. Gıyaseddin Keyhüsrev) fue el undécimo e hijo más joven de Kilij Arslan II,[cita requerida] y su sucesor como sultán selyúcida de Rüm. Sucedió a su padre en 1192, pero tuvo que luchar con sus hermanos por el control del sultanato, gobernó en dos periodos entre 1192-1196 y 1205-1211.

### Biografía
Hijo de Kilij Arslan II y de una mujer romana de Oriente, su padre le concedió la comarca de Sozópolis. Posteriormente su hermano Malik Shah II ibn Kilidj Arslan II, derrocó a su padre en 1192, pero éste se recuperó y le expulsó de Konya. Luego, concedió el trono a Kaikosru, en agradecimiento por el apoyo prestado.
Tras el fallecimiento de Kilidj Arslan II en 1192, Kaikosru no pudo mantener su supremacía respecto a sus otros hermanos. Así, Solimán II, ocupó Konya y restauró en su provecho la unidad del sultanato. Kaikosru se retiró al territorio romano de Oriente protegido por Manuel Maurozomes, hijo de Teodoro Maurozomes, pues estaba casado con una hija de este.
La política del nuevo sultán, Solimán II, fue la de hacer conquistas en el Este, lo que no gustaba a los beys turcomanos. Al morir el sultán tan solo dejó un hijo menor de edad, Kılıç Arslan III, y Kaikosru se apoderó del sultanato por segunda vez (1205). Tuvo el apoyo de su suegro en su viaje a Konya pues Manuel no estaba en buenas relaciones con el nuevo emperador griego Teodoro I Láscaris (1204-1222) y Kaikosru consiguió la cesión de un par de villas en litigio entre romanos de Oriente y selyúcidas.
En 1207 se apoderó de Antalya, defendida por una guarnición franca, y gracias a ello el estado selyúcida se hizo con un puerto en el mar Mediterráneo.
En 1209 Alejo III Ángelo se quiso hacer reconocer emperador en Nicea, Teodoro I Láscaris se opuso; entonces Alejo recabó el apoyo de Kaikosru I. Teodoro y Alejo, éste con el soporte de Rum, se enfrentaron en una batalla decisiva cerca de Antioquía del Meandro (Alaşehir). De acuerdo con Nicetas Choniates, Kaikosru murió en combate singular por Teodoro I Láscaris, emperador de Nicea, durante la batalla de Antioquía del Meandro el 1211, y sus fuerzas y las del antiguo emperador Alejo quedaron derrotadas (Alejo fue hecho prisionero por Teodoro). Le sucedió su hijo Izz al-Din Kaykaus I.
Uno de los hijos que tuvo con la hija de Manuel Maurozomes, Kaikubad I, gobernó el sultanato entre los años 1220 y 1237, y su nieto Kaikosru II, de 1237 a 1246.